# Botanophila cornuta
Botanophila cornuta este o specie de muște din genul Botanophila, familia Anthomyiidae, descrisă de Deng în anul 1997.
Este endemică în Sichuan. Conform Catalogue of Life specia Botanophila cornuta nu are subspecii cunoscute.